# Depressizonidae
Depressizonidae is een familie van weekdieren uit de klasse van de Gastropoda (slakken).

## Geslacht
- Depressizona Geiger, 2003